# بهجت‌آباد (بستان‌آباد)
بهجت‌آباد یکی از روستاهای استان آذربایجان شرقی است که در دهستان عباس غربی بخش تیکمه‌داش شهرستان بستان‌آباد واقع شده‌است.این روستا ۱۶۰ نفر جمعیت دارد. این روستا دارای اب هوای معتدل است